# Культуртрегер
Культуртре́гер (нім. Kulturträger, букв. — носій культури) — освітянин, учитель, цивілізатор, місіонер, людина, яка працює для взаємопроникнення і взаємозбагачення культур. Часто використовується в іронічному сенсі.

## Використання поняття в СРСР
Смислове навантаження на теренах Російської імперії та СРСР не завжди було нейтральним. З початком 20 ст. в період зростання російського імперського націоналізму, а особливо після Другої світової війни і початком сталінського курсу боротьби «Проти безрідного космополітизму та низькопоклонства перед Заходом» та кампанією за «російський пріоритет в світових наукових відкриттях» — поняття одержує яскраво негативне, саркастичне забарвлення. Культуртрегерами починають називати «…колонізаторів, які прикривали пригноблення народів загарбаних ними країн брехливими заявами про насадження там культури».
Цікавинка. Є західноукраїнський діалектизм траґати, який означає нести, тягнути щось важке.